# Bernard Ide
Bernard Ide (Assenede, 25 maart 1950) is een voormalig Belgisch politicus voor Ecolo. 

## Levensloop
Bernard Ide werd beroepshalve econoom bij het Federaal Planbureau.
Hij was medestichter van de Ecolo-afdeling in Schaarbeek en kwam daar in 1982 op bij de gemeenteraadsverkiezingen. Ide raakte niet verkozen, maar belandde begin 1983 wel in de OCMW-raad, waarin hij tot in 1985 bleef zetelen. In 1986 kwam hij via opvolging in de gemeenteraad terecht. Hij oefende dit mandaat tot in 1988 en verhuisde toen naar Sint-Lambrechts-Woluwe. In de jaren nadien was hij binnen Ecolo enkel actief als basismilitant, tot hij in 1991 werd verkozen tot provincieraadslid van Brabant. Dit bleef hij tot eind 1994, toen de provincie Brabant werd gesplitst. In oktober 1994 raakte Ide verkozen tot gemeenteraadslid in Sint-Lambrechts-Woluwe, hetgeen hij ― met een onderbreking tussen april 2001 en december 2006 ― bleef tot in december 2018. Hij trad er tevens toe tot het bestuur van de sociale huisvestingsmaatschappij l'Habitation Moderne.
In april 2001 belandde hij in het Brussels Hoofdstedelijk Parlement ter opvolging van Anne Herscovici, die OCMW-voorzitter werd in Elsene. Bij de verkiezingen van juni 2004 raakte hij niet herkozen, waarna Ide van 2004 tot 2007 politiek secretaris was van de Brusselse Ecolo-federatie.